# エキサイトイズムwiki
エキサイトイズムwiki（エキサイトイズムウィキ、Excite ism Wiki）は、エキサイトがかつて運営していたユーザー参加型のウィキサイトである。
エキサイトが公開していたWebマガジン『エキサイトイズム』（"Excite.ism"、2019年9月30日サービス終了）の一部として、2006年5月にベータ版が公開された。編集するにはエキサイトIDでのログインが必要であった。少なくとも2010年頃までサイトが存在していた。
エキサイトイズムのユーザー参加型ウィキサイトとしては他に、ラーメン店の情報を扱う『エキサイトイズム 極上ラーメン店図鑑』（2006年7月6日公開）とApple社の製品の情報を扱う『エキサイトイズム アップルwiki』（2006年9月25日公開、2010年5月31日サービス終了）も存在した。